# Darcy Duarte de Amorim
Darcy Duarte de Amorim (Cacimbinhas, 6 de Novembro de 1938 — Santana do Ipanema, 27 de Setembro de 2020), foi uma escritora, professora e pesquisadora brasileira, importante educadora cacimbinhense e responsável pela criação de uma obra referente ao município de Cacimbinhas.
Darcy Duarte era filha de Manoel Duarte da Costa e de Lindonor Amorim Miranda. Foi uma grande intelectual no sertão alagoano e contribuidora para a educação de seu município de origem, recebendo reconhecimento pelos seus méritos.

## Formação
Em 1941, ingressou na Escola Municipal de Ensino Fundamental Coronel Dezinho Duarte, à época Grupo Rural Coronel Dezinho Duarte, concluindo o curso primário, em 1951. No entanto, por consequência da indisponibilidade de oportunidades na região, não pôde continuar avançando academicamente, levando-a a ajudar seus pais por meio de trabalho, ainda aos treze anos de idade, assumindo a responsabilidades precocemente.
Em 1970, foi classificada no exame de admissão, integrando a primeira turma do curso ginasial e concluindo-o em 1973, no Ginásio Cenecista Nossa Senhora da Penha, em Cacimbinhas. Após o término da educação básica, formou-se no Curso Técnico em Contabilidade no Colégio Municipal Pedro Augusto, em Recife/PE, em 1976, por necessidade do município em haver profissionais na área — oportunidade que teve.

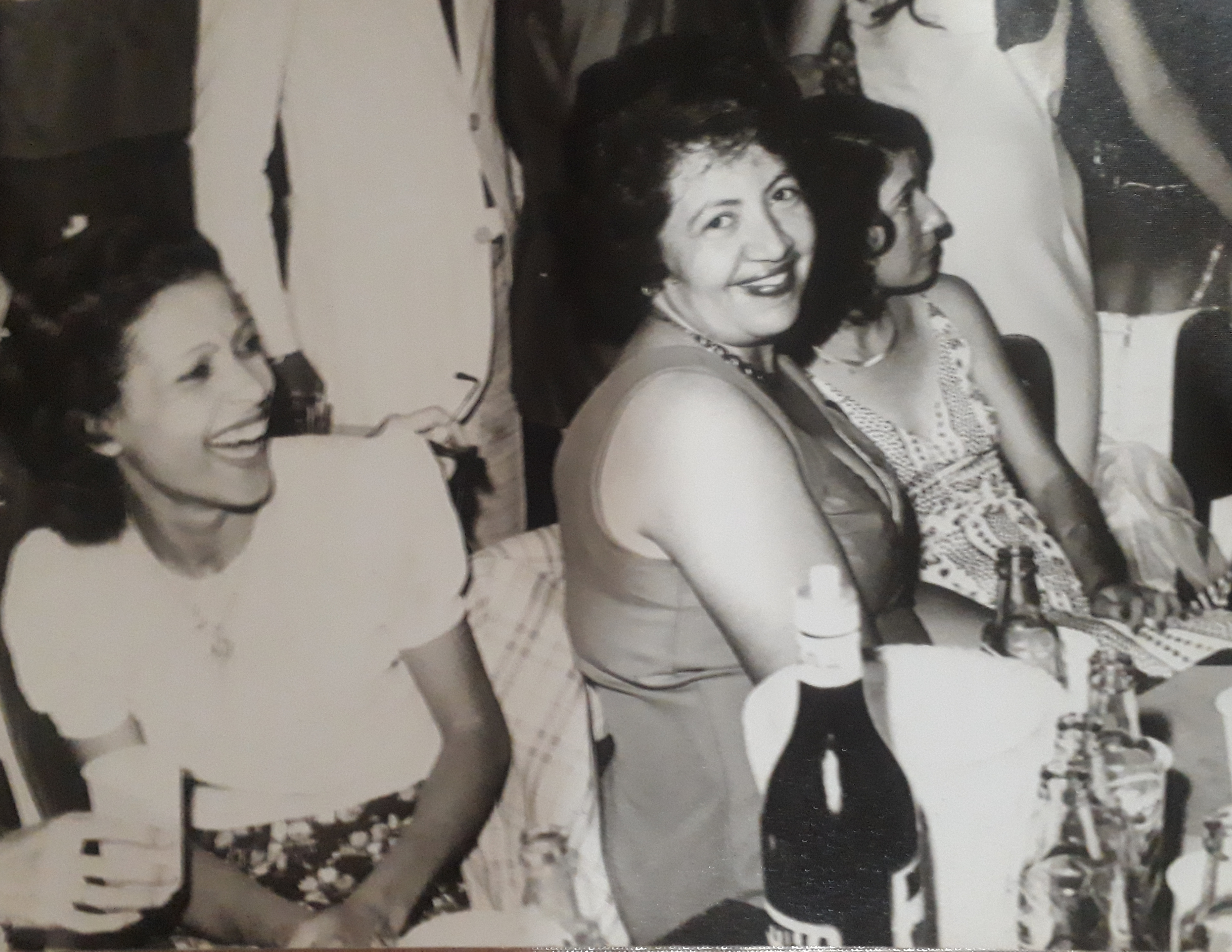
Darcy Duarte de Amorim na formatura do Curso Técnico em Contabilidade do Colégio Municipal Pedro Augusto. (dezembro de 1976)

Em 1999, concluiu o Curso de Habilitação Profissional de Professores para o Magistério da 1ª a 4ª séries do Ensino Fundamental, no Colégio Estadual Humberto Mendes, município de Palmeira dos Índios.
Sua vida profissional foi completa de sucessos, carregada de muitos currículos e títulos, tendo um alma mater fantástico. A sua formação, juntamente com o seu interesse e carinho pela história de Cacimbinhas e pela juventude, criou, mais tarde, já em sua longa idade, um livro, servindo hoje como material de pesquisa e ainda preserva a história local.

## Obra
A partir de relatos e registros históricos compactados e guardados por Darcy Duarte de Amorim, fez com que ela desenvolvesse um livro e o publicasse: Cacimbinhas: uma história tecida na memória. Nele, há a descrição da história do município, de ícones históricos, da genealogia dos fundadores do município, entre outros. Produzido e impresso, foi publicado em 3 de novembro de 2019 no âmbito de Cacimbinhas, havendo, inclusive, a participação da escritora na 9ª Bienal Internacional do Livro de Alagoas (2019) em Maceió.

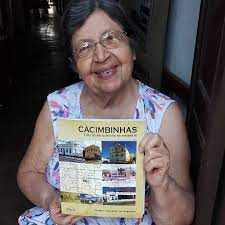
Darcy Duarte de Amorim segurando sua obra: o livro "Cacimbinhas: uma história tecida na memória". (2019)

Seu livro foi uma obra importante, pois conseguiu dar a oportunidade aos cidadãos cacimbinhenses de tomarem conhecimento sobre a história da região.
Sua obra foi apenas o início do que ela gostaria ter feito. Antes de falecer, Darcy Duarte de Amorim desejava fazer um livro muito maior, sendo, no entanto, interrompida pelo seu adoecimento.
Darcy Duarte de Amorim não apenas escreve, ela encanta e inspira. Sua escrita é um convite à reflexão, à celebração da vida e à valorização das raízes que nos sustentam. Em cada palavra, ela nos lembra da importância de honrar nossas origens.

## Morte
Por consequência de adoecimento, Darcy Duarte de Amorim foi encaminhada ao Hospital Regional Dr. Clodolfo Rodrigues de Melo, município de Santana do Ipanema. No entanto, a escritora não resiste e vem a óbito em 27 de setembro de 2020.

## Homenagem
O vereador prof.º Emanuel Bulhões homenageou a escritora, nomeando o nome de sua instituição de ensino como Centro Educacional Prof.ª Darcy Duarte de Amorim — CEDDU.